# Armando Calvo
Armando Calvo (San Juan, 25 de dezembro de 1919 – Cidade do México, 6 de julho de 1996) foi um ator porto-riquenho de cinema espanhol.Filho de Juan Calvo Domenech e de Minerva Lesper. Ele apareceu em 90 filmes entre 1939 e 1984.

## Filmografia selecionada
- 1944-La vida empieza a medianoche
- 1945-Los ultimos de Filipinas
- 1953-Doña Francisquita
- 1965-Um caixão para o Xerife

## Telenovelas
- 1980-Colorina (telenovela).... Guillermo Almazán
- 1987-Rosa salvage....Sebastian
- 1989-Carrossel....Firmino II
- 1994-Marimar....Gaspar

## Prêmios

### Círculos de escritores cinematográficos
| Ano  | Categoria   | Filme                    | Resultado |
| ---- | ----------- | ------------------------ | --------- |
| 1946 | Melhor ator | Los últimos de Filipinas | Venceu    |

### Prata Quadros
| Ano  | Categoria   | Filme    | Resultado |
| ---- | ----------- | -------- | --------- |
| 1958 | melhor ator | A parede | Venceu    |

### Prêmio TVyNovelas
| Ano  | Categoria   | Filme     | Resultado |
| ---- | ----------- | --------- | --------- |
| 1990 | Melhor ator | Carrossel | Indicado  |